# Marc Joseph
Marc Ellis Joseph (Leicester, 10 novembre 1976) è un ex calciatore antiguo-barbudano con cittadinanza britannica, di ruolo difensore.

## Carriera

### Club
Ha trascorso la maggior parte della carriera tra la terza e la quarta divisione inglese, giocando anche per una stagione (cinque presenze) in seconda divisione con l'Hull City, per poi ritirarsi definitivamente nel 2014 dopo un lustro trascorso con vari club tra la quinta e la settima divisione.

### Nazionale
Tra il 2008 ed il 2012 ha totalizzato complessivamente 12 presenze ed un gol con la nazionale antiguano-barbudana.